# Liste der Bodendenkmäler in Wang (Oberbayern)
Auf dieser Seite sind die Bodendenkmäler in der oberbayerischen Gemeinde Wang zusammengestellt. Diese Tabelle ist eine Teilliste der Liste der Bodendenkmäler in Bayern. Grundlage ist die Bayerische Denkmalliste, die auf Basis des Bayerischen Denkmalschutzgesetzes vom 1. Oktober 1973 erstmals erstellt wurde und seither durch das Bayerische Landesamt für Denkmalpflege geführt wird. Die folgenden Angaben ersetzen nicht die rechtsverbindliche Auskunft der Denkmalschutzbehörde.

## Bodendenkmäler der Gemeinde Wang

### Bodendenkmäler in der Gemarkung Baumgarten
| Lage                  | Objekt                                     | Akten-Nr.     | Bild |
| --------------------- | ------------------------------------------ | ------------- | ---- |
| Baumgarten (Standort) | Grabhügel vorgeschichtlicher Zeitstellung. | D-1-7437-0083 |      |

### Bodendenkmäler in der Gemarkung Inzkofen
| Lage                | Objekt | Akten-Nr.     | Bild |
| ------------------- | --- | ------------- | ---- |
| Inzkofen (Standort) | Siedlung vor- und frühgeschichtlicher Zeitstellung. | D-1-7437-0082 |      |
| Inzkofen (Standort) | Siedlung des Altneolithikums (Linearbandkeramik), des Mittelneolithikums (Stichbandkeramik) und des Jungneolithikums (Münchshöfener Kultur)                                                                  | D-1-7537-0207 |      |
| Inzkofen (Standort) | Siedlung des Mittelneolithikums (Stichbandkeramik, Oberlauterbacher Gruppe) und des Jungneolithikums (Münchshöfener Kultur) sowie der Bronzezeit, der Urnenfelderzeit, der Hallstattzeit und der Latènezeit. | D-1-7537-0213 |      |
| Inzkofen (Standort) | Siedlung des Neolithikums, der Bronzezeit, der Urnenfelderzeit und der Latènezeit. | D-1-7537-0281 |      |
| Inzkofen (Standort) | Siedlung des Neolithikums und der Urnenfelderzeit. | D-1-7537-0282 |      |
| Inzkofen (Standort) | Siedlung des Altneolithikums (Linearbandkeramik), des Mittelneolithikums (Stichbandkeramik, Gruppe Oberlauterbach) und des Jungneolithikums (Münchshöfen, Altheimer Kultur).                                 | D-1-7537-0283 |      |
| Inzkofen (Standort) | Siedlung vorgeschichtlicher Zeitstellung. | D-1-7537-0284 |      |
| Inzkofen (Standort) | Siedlung des Mittel- und Jungneolithikums (Gruppe Oberlauterbach, Münchshöfener Kultur) sowie Bestattungsplatz mit Kreisgräben vorgeschichtlicher Zeitstellung.                                              | D-1-7537-0286 |      |
| Inzkofen (Standort) | Verebnete Viereckschanze der späten Latènezeit. | D-1-7537-0287 |      |
| Inzkofen (Standort) | Siedlung vorgeschichtlicher Zeitstellung. | D-1-7537-0288 |      |
| Inzkofen (Standort) | Siedlung vor- und frühgeschichtlicher Zeitstellung. | D-1-7537-0289 |      |
| Inzkofen (Standort) | Siedlung der Linearbandkeramik und der Münchshöfener Kultur. | D-1-7537-0290 |      |
| Inzkofen (Standort) | Untertägige mittelalterliche und frühneuzeitliche Befunde im Bereich der Katholischen Pfarrkirche St. Martin von Bergen mit Friedhof.                                                                        | D-1-7537-0376 |      |
| Inzkofen (Standort) | Untertägige mittelalterliche und frühneuzeitliche Befunde und Funde im Bereich der Katholischen Kapelle St. Jakobus der Ältere von Inzkofen.                                                                 | D-1-7537-0382 |      |
| Inzkofen (Standort) | Untertägige mittelalterliche und frühneuzeitliche Befunde im Bereich der Katholischen Filialkirche St. Sixtus von Sixthaselbach und ihrer Vorgängerbauten.                                                   | D-1-7537-0387 |      |

### Bodendenkmäler in der Gemarkung Niederambach
| Lage                    | Objekt                                    | Akten-Nr.     | Bild |
| ----------------------- | ----------------------------------------- | ------------- | ---- |
| Niederambach (Standort) | Siedlung vorgeschichtlicher Zeitstellung. | D-1-7537-0211 |      |

### Bodendenkmäler in der Gemarkung Schweinersdorf
| Lage                      | Objekt | Akten-Nr.     | Bild |
| ------------------------- | --- | ------------- | ---- |
| Schweinersdorf (Standort) | Grabenwerk und Siedlung des Altneolithikums (Linearbandkeramik), der frühen Bronzezeit, der Urnenfelderzeit und der Hallstattzeit sowie Villa rustica der römischen Kaiserzeit. | D-1-7437-0009 |      |
| Schweinersdorf (Standort) | Siedlung des Altneolithikums (Linearbandkeramik) und des Jungneolithikums (Münchshöfener Kultur).                                                                               | D-1-7437-0065 |      |
| Schweinersdorf (Standort) | Siedlung vorgeschichtlicher Zeitstellung. | D-1-7437-0066 |      |
| Schweinersdorf (Standort) | Untertägige spätmittelalterliche und frühneuzeitliche Befunde und Funde im Bereich der Katholischen Pfarrkirche St. Peter von Schweinershausen mit Friedhof.                    | D-1-7437-0206 |      |

### Bodendenkmäler in der Gemarkung Volkmannsdorferau
| Lage                         | Objekt                                                                   | Akten-Nr.     | Bild |
| ---------------------------- | ------------------------------------------------------------------------ | ------------- | ---- |
| Volkmannsdorferau (Standort) | Siedlung vor- und frühgeschichtlicher Zeitstellung.                      | D-1-7537-0276 |      |
| Volkmannsdorferau (Standort) | Siedlung vor- und frühgeschichtlicher Zeitstellung.                      | D-1-7537-0277 |      |
| Volkmannsdorferau (Standort) | Siedlung vor- und frühgeschichtlicher Zeitstellung.                      | D-1-7537-0278 |      |
| Volkmannsdorferau (Standort) | Siedlung und Bestattungsplatz vor- und frühgeschichtlicher Zeitstellung. | D-1-7537-0280 |      |
| Volkmannsdorferau (Standort) | Siedlung vor- und frühgeschichtlicher Zeitstellung.                      | D-1-7537-0375 |      |

### Bodendenkmäler in der Gemarkung Wang
| Lage            | Objekt | Akten-Nr.     | Bild |
| --------------- | --- | ------------- | ---- |
| Wang (Standort) | Bestattungsplatz und Siedlung vorgeschichtlicher Zeitstellung. | D-1-7437-0067 |      |
| Wang (Standort) | Siedlung des Neolithikums. | D-1-7437-0069 |      |
| Wang (Standort) | Grabenanlage und Siedlung vor- und frühgeschichtlicher Zeitstellung. | D-1-7437-0072 |      |
| Wang (Standort) | Siedlung vorgeschichtlicher Zeitstellung. | D-1-7437-0073 |      |
| Wang (Standort) | Grabhügel vorgeschichtlicher Zeitstellung. | D-1-7437-0074 |      |
| Wang (Standort) | Siedlung der Münchshöfener Kultur. | D-1-7437-0076 |      |
| Wang (Standort) | Siedlung des Neolithikums. | D-1-7437-0077 |      |
| Wang (Standort) | Siedlung der Linearbandkeramik. | D-1-7437-0078 |      |
| Wang (Standort) | Siedlung vor- und frühgeschichtlicher Zeitstellung. | D-1-7437-0079 |      |
| Wang (Standort) | Siedlung der Latènezeit. | D-1-7437-0080 |      |
| Wang (Standort) | Siedlung der späten Bronzezeit. | D-1-7437-0084 |      |
| Wang (Standort) | Untertägige mittelalterliche und frühneuzeitliche Befunde und Funde im Bereich der Katholischen Filialkirche St. Andreas von Thulbach und ihrer Vorgängerbauten mit Friedhof. | D-1-7437-0208 |      |
| Wang (Standort) | Untertägige mittelalterliche und frühneuzeitliche Befunde und Funde im Bereich der Katholischen Pfarrkirche St. Laurentius von Volkmannsdorf mit Friedhof.                    | D-1-7437-0210 |      |
| Wang (Standort) | Siedlung des Neolithikums. | D-1-7537-0270 |      |
| Wang (Standort) | Siedlung der Latènezeit. | D-1-7537-0271 |      |
| Wang (Standort) | Siedlung des frühen Mittelalters. | D-1-7537-0272 |      |
| Wang (Standort) | Brandgräber der Urnenfelderzeit. | D-1-7537-0273 |      |
| Wang (Standort) | Siedlung vorgeschichtlicher Zeitstellung. | D-1-7537-0274 |      |
| Wang (Standort) | Verebneter Grabhügel vorgeschichtlicher Zeitstellung sowie Siedlung der Urnenfelderzeit.                                                                                      | D-1-7537-0275 |      |
| Wang (Standort) | Siedlung des Altneolithikums (Linearbandkeramik), des Jungneolithikums (Münchshöfener Kultur), der frühen und der späten Bronzezeit.                                          | D-1-7537-0294 |      |
| Wang (Standort) | Untertägige mittelalterliche und frühneuzeitliche Befunde im Bereich von Schloss Isareck und seinen Vorgängerbauten mit vorgelagertem Wirtschaftshof.                         | D-1-7537-0384 |      |
| Wang (Standort) | Untertägige mittelalterliche und frühneuzeitliche Befunde und Funde im Bereich der Katholischen Filialkirche St. Johannes der Täufer von Wang.                                | D-1-7537-0393 |      |